# 素浪人 月影兵庫 (2007年のテレビドラマ)
『素浪人 月影兵庫』（すろうにん つきかげひょうご）は、2007年にテレビ朝日系列で放送された時代劇ドラマ。南條範夫の同名時代小説を原作に、剣の達人・月影兵庫と旅ガラス・焼津の半次が旅をする途中で、弱きを助け悪い奴を懲らしめていく、という内容である。
主演の松方弘樹は、1965年からNETテレビ（現：テレビ朝日）系列で放送された『素浪人 月影兵庫』の主役・近衛十四郎の長男であり、40年近くを経て親子2代で月影兵庫を演じた。また『名奉行 遠山の金さん』以来約10年ぶりの時代劇主演だった。なお、本作終了をもって、テレビ朝日で1959年2月のNET開局から約48年半続けた連続テレビ時代劇制作について、一旦その幕を閉じた。

## 特徴と概要
旧作の『素浪人 月影兵庫』において、月影兵庫は猫、焼津の半次は蜘蛛が大の苦手という設定だったが、リメイクされた本作では、兵庫が蜘蛛、半次は雷が大の苦手という設定に変更された。他に、兵庫は「きつねうどんが大好き」という設定が追加され、兵庫がきつねうどんをおいしそうに食べるシーンがある。

### 焼津の半次について
松方は本作に出演するにあたり、「ぜひ、半次に」と小沢仁志をプロデューサーに強く推薦した。松方は何度も小沢と共演しており、アウトロー的な役柄が多い小沢の演技に何とも言えない愛嬌を見出した、と松方は説明している。しかし、小沢は時代劇は殆ど初体験だったため、松方から時代劇のイロハを叩き込まれた。旧作をリアルタイムで観ていた世代からは、近衛十四郎とのやりとりが絶妙だった初代・半次役の品川隆二が持つ存在感には遠く及ばない、という意見もあった。なお、初代・半次を演じた品川はナレーションを担当し、第1話と最終話ではゲスト出演もしている。

### 松方のコメント
本作の出演に当たって松方は、「おやじ殿（近衛十四郎）の十八番でしたから、やるのはつらいですよ。でも、僕なりに明るくやってます。」
と大きなプレッシャーと葛藤があったことを正直に打ち明けている。3日間考え抜き、結局それを全て承知の上で引き受けたのは、テレビ朝日系連続時代劇が約半世紀の歴史に幕を降ろすという点に衝撃を受けたのが大きいという。そのため、松方が『素浪人 月影兵庫』関係のインタビューに応えた際には「（テレビ朝日系連続時代劇が）僕の時代で終わってしまうことは、先輩方に大変申し訳なく、切ない」と無念の思いを残している。松方は時代劇連続ドラマの未来を憂い、「諸先輩から受け継いだ時代劇の伝統を、若い役者につなぎたい。そのためにも、テレビ局は時代劇をたくさん作って」と役者を超えた立場で訴え続けた。
テレビ朝日・東映の時代劇制作関係者も松方と気持ちは同じで、「今回をもって、連続時代劇は一旦終了」という風に表現しているが、時代劇をとりまく環境は確実に変化しており、東映がテレビ朝日と共同で手掛けるテレビ時代劇が今後また復活するかどうかについては不透明である。

## 主な登場人物（出演者）
- 月影兵庫 - 松方弘樹
旗本の次男だが、自由と冒険を求め素浪人に。剣の達人で女性には淡白。きつねうどんが大好物。蜘蛛が苦手。
- 焼津の半次 - 小沢仁志
兵庫のよき相方で純情な渡世人。行く先々で知り合った女性に一目惚れし、結婚を夢見るが、いつも振られている。雷が苦手。
- 桔梗 - 古手川祐子
直参旗本松平家の当主。兵庫の姪で兵庫を江戸に連れ戻したい。威勢の良いお涼とは犬猿の仲。
- お涼 - 賀来千香子
品川宿の女主。意外と気が強い。旅先で出会った兵庫を憎からず思っており、彼を追う桔梗とよく口喧嘩になる。
- 榊原東馬 - 高知東生
松平家の家臣。実直な警護役。奔放な主（桔梗）に手を焼いている。
- 彦次郎 - 小林滋央
威勢はいいが、お涼には絶対逆らえず、服従を強いている。
- ナレーション - 品川隆二
元祖・半次役。第1話と最終話ではゲスト出演も。兵庫を「昔の相棒（近衛）にそっくり」と評する。

## ゲスト
第一話
- 黒川軍太夫 - 石倉三郎
- おみつ - 田島穂奈美
- 近江屋弥吉 - 鶴田忍
- 田島屋庄吉 - 加藤満
- 伊助 - 青山勝
- 居酒屋の男 - 品川隆二

第二話
- お奈津 - 沢井美優
- お稲 - 日下由美
- 土田主水 - 菊池隆則
- 鉾田源之助 - 清水綋治
- 兼光頼近 - 浅見小四郎
- 細野甚左 - 三谷昇
- 嘉藤康馬 - 木下ほうか

第三話
- 藤吉 - 寺島進
- おみね - 芦川よしみ
- 松五郎 - 石山輝夫
- 品川屋清造 - 冨家規政
- 大田黒吉蔵 - 団時朗

第四話
- 不知火鬼七 - 秋間登
- 赤ン坊 - 秋本大地

第五話
- 高村伊織 - 加藤雅也
- 友之倉刑部 - 磯部勉
- 権藤平八 - 谷口高史
- 高村源之助 - 池田政典

第六話
- お美代 - 北川弘美
- 弥助 - 志村東吾
- お浜 - 野川由美子
- 甚平衛 - 中田浩二
- 太田主膳 - 森下哲夫

第七話
- 白秋院 - かとうかず子
- 美濃部蔵人 - 小沢和義
- 真柴磐根 - 深水三章
- 典膳 - 花王おさむ

最終話
- おしづ - 池上季実子
- 江連陣内 - 中原丈雄
- 渡世人の男 - 品川隆二

## 放送日程
| 各話   | 放送日         | サブタイトル                          | 視聴率 |
| ------ | -------------- | ------------------------------------- | ------ |
| 第1話  | 2007年 7月17日 | 前ぶれなく来た男!! 騒動は東海道だった | 11.1 % |
| 第2話  | 7月24日        | 姫は家出娘だった!! 鈴の音色と親子の絆 | 10.3 % |
| 第3話  | 7月31日        | 夫の仇は生きていた素浪人と涙の一匹狼  | 9.2 %  |
| 第4話  | 8月07日        | 赤ん坊が泣いていた素浪人、父になる!!  | 6.6 %  |
| 第5話  | 8月14日        | 悪い奴が笑ってた!! 旗本愚連隊VS素浪人 | 7.8 %  |
| 第6話  | 8月28日        | おっ母さんが現れた兵庫の剣と半次の涙  | 8.8 %  |
| 第7話  | 9月04日        | 兵庫の婚約者現る!? 藩の陰謀と女の闘い | 9.4 %  |
| 最終話 | 9月11日        | チャンバラに愛をこめて!! さらば皆の衆 | 9.2 %  |

平均視聴率 9.05 %（視聴率は関東地区・ビデオリサーチ社調べ）
（※8月21日は、世界競泳2007中継のため休止）

## スタッフ
- チーフプロデューサー：田中芳之
- プロデューサー：田中芳之（テレビ朝日）、小嶋雄嗣、矢後義和（東映）
- 原作：南條範夫『月影兵庫』（光文社文庫刊）
- 脚本：奥村俊雄（第1、3、5、8話）、渡辺善則（第2、4、7話）、森山あけみ（第6話）
- 音楽：栗山和樹
- 監督：猪崎宣昭（第1、2話）、上杉尚祺（第3、4、7、8話）、一倉治雄（第5、6話）
- 製作：テレビ朝日・東映

## 主題歌
- 「夢一途」（北山たけし）
  - 作詞：志賀大介／作曲：岡千秋／編曲：南郷達也

## 前後番組
| テレビ朝日系列 火曜日19時台（2007年7月 - 2007年9月） | テレビ朝日系列 火曜日19時台（2007年7月 - 2007年9月） | テレビ朝日系列 火曜日19時台（2007年7月 - 2007年9月） |
| 前番組                                               | 番組名                                               | 次番組                                               |
| ---------------------------------------------------- | ---------------------------------------------------- | ---------------------------------------------------- |
| 八州廻り桑山十兵衛〜捕物控ぶらり旅                   | 素浪人 月影兵庫 （ここまで火曜時代劇）               | 頑張る人応援バラエティ 体育の時間                    |